# 28 février en sport
28 janvier 28 mars
Chronologies thématiques
- Croisades
- Ferroviaires
- Disney

Le 28 février (59e jour de l'année) en sport.

## Événements

### XIXesiècle
- 1880 :
  - (Rugby à XV) : l’Angleterre bat l’Écosse dans l'enceinte du Whalley Range à Manchester en marquant deux buts et trois essais contre un seul but.
- 1885 :
  - (Football) :
    - à Glasgow (Hampden Park), finale de la 12e édition de la Coupe d'Écosse. Renton bat Vale of Leven, 3-1.
    - à Manchester (Whelley Range), l'Angleterre s'impose 4-0 face à l'Irlande. 6 000 spectateurs.
- 1892 :
  - (Football gaélique) : finale du 4e championnat d’Irlande de Football gaélique : Dublin bat Cork.
  - (Hurling) : finale du 4e championnat d’Irlande de Hurling : Kerry bat Wexford.
- 1893 :
  - (Football gaélique) : finale du 5e championnat d’Irlande de Football gaélique : Dublin bat Kerry.
- 1899 :
  - (Football) : demi-finale du Championnat de France USFSA de football au Parc des Princes : Le Havre AC 1, Iris Club Lillois 0. C'est le premier match de football disputé officiellement au Parc.

### XXesièclede1901à1950
- 1904 :
  - (Football) : fondation du club portugais du Benfica Lisbonne.
- 1914 :
  - (Sport automobile) : Grand Prix automobile des États-Unis.

### XXesièclede1951à2000
- 1960 :
  - (Jeux olympiques) : à Squaw Valley, clôture des Jeux olympiques d'hiver de 1960.
- 1988 :
  - (JO d'hiver) : à Calgary, cérémonie de clôture des Jeux olympiques d'hiver de 1988.

### XXIesiècle
- 2010 :
  - (JO d'hiver) : à Vancouver, cérémonie de clôture des Jeux olympiques d'hiver de 2010.
- 2016 :
  - (Rugby à XV /Tournoi féminin) : à Neath, le Pays de Galles s'impose face à la France (10-8) puis à Bologne, l'Italie l'emporte face à l'Écosse (22-7).
- 2024 :
  - (Football /Ligue des nations féminine) : en finale de la Ligue des nations féminine, l'Espagne domine la France 2-0.

## Naissances

### XIXesiècle
- 1857 :
  - Charles Newman, joueur de rugby à XV gallois. (10 sélections en équipe du pays de Galles). († 28 septembre 1922).
- 1860 :
  - Basil Spalding de Garmendia, joueur de tennis américain. Médaillé d'argent du double aux Jeux de Paris 1900. († 9 novembre 1932).
- 1881 :
  - Fernand Sanz, cycliste sur piste français. Médaillé d'argent de la vitesse individuelle aux Jeux de Paris 1900. († 8 janvier 1925).
  - Terry Turner, joueur de baseball américain. († 18 juillet 1960).
- 1886 :
  - Victor Boin, poloïste, nageur, épéiste puis journaliste et dirigeant sportif belge. Médaillé d'argent du water-polo aux jeux de Londres 1908 et médaillé de bronze aux Jeux de Stockholm 1912 puis médaillé d'argent à l'épée par équipes aux Jeux d'Anvers 1920. Fondateur de clubs de hockey sur glace. († 31 mars 1974).
- 1887 :
  - John McDonald, hockeyeur sur glace canadien. († 24 janvier 1958).
- 1890 :
  - Joe Malone, hockeyeur sur glace puis entraîneur canadien. († 15 mai 1969).

### XXesièclede1901à1950
- 1905 :
  - Lucia Valerio, joueuse de tennis italienne. († 26 septembre 1996).
- 1914 :
  - Élie Bayol, pilote de courses automobile français. († 25 mai 1995).
- 1928 :
  - Claude Nigon, épéiste français. Médaillé de bronze par équipes aux Jeux de Melbourne 1956. († 30 janvier 1994).
- 1930 :
  - Albert Bouvet, cycliste sur route français. Vainqueur de Paris-Tours 1956. († 20 mai 2017).
- 1931 :
  - Dean Smith, basketteur puis entraîneur américain. Sélectionneur de l'équipe des États-Unis championne olympique aux Jeux de Montréal 1976. († 7 février 2015).
- 1932 :
  - Noel Cantwell, footballeur puis entraîneur et joueur de cricket irlandais. (36 sélections avec l'équipe nationale de football puis 1 sélection en test cricket). († 8 septembre 2005).
- 1938 :
  - Terence Spinks, boxeur britannique. Champion olympique des -51 kg aux Jeux de Melbourne 1956. († 26 avril 2012).
- 1939 :
  - Liesel Jakobi, athlète de saut allemande. Champion d'Europe d'athlétisme du saut en longueur 1958.
- 1940 :
  - Mario Andretti, pilote de F1 américain. Champion du monde de Formule 1 1978. (12 victoires en Grand Prix).
- 1942 :
  - Dino Zoff, footballeur puis entraîneur italien. Champion du monde de football 1982. Champion d'Europe de football 1968. Vainqueur de la Coupe UEFA 1977 et 1990. (112 sélections en équipe d'Italie). Sélectionneur de l'équipe d'Italie de 1998 à 2000).
- 1944 :
  - Sepp Maier, footballeur allemand. Champion du monde de football 1974. Champion d'Europe de football 1972. Vainqueur de la Coupe d'Europe des vainqueurs de coupe 1967, de la Coupe des clubs champions 1974, 1975 et 1976. (95 sélections en équipe d'Allemagne).
- 1945 :
  - Bubba Smith, joueur de foot U.S. américain. († 3 août 2011).
- 1946 :
  - Sylvain Vasseur, cycliste sur route français.
- 1947 :
  - Włodzimierz Lubański, footballeur puis entraîneur polonais. Champion olympique aux Jeux de Munich 1972. (75 sélections en équipe de Pologne).
- 1949 :
  - Jenny Lamy, athlète de sprint australienne. Médaillée de bronze du 200 m aux Jeux de Mexico 1968.
  - Jozef Plachý, athlète de demi-fond tchécoslovaque puis slovaque.

### XXesièclede1951à2000
- 1951 :
  - Gustavo Thoeni, skieur alpin italien. Champion olympique du géant et médaillé d'argent du slalom aux Jeux de Sapporo 1972 puis médaillé d'argent du slalom aux Jeux d'Innsbruck 1976. Champion du monde de ski alpin du géant et du slalom 1974.
- 1952 :
  - Michel Bury, tireur français. Médaillé d'argent de la carabine 50 m tir couché aux Jeux de Los Angeles 1984.
- 1956 :
  - Adrian Dantley, basketteur américain. Champion olympique aux Jeux de Montréal 1976. (6 sélections en équipe des États-Unis).
- 1957 :
  - Jan Ceulemans, footballeur puis entraîneur belge. (96 sélections en équipe de Belgique).
- 1958 :
  - Christina Lathan, athlète de sprint est-allemande puis allemande. Championne olympique du relais 4 × 400 m et médaillée d'argent du 400 m aux Jeux de Montréal 1976 puis médaillée d'argent du relais 4 × 400 m et de bronze du 400 m aux Jeux de Moscou 1980. Championne d'Europe d'athlétisme du relais 4 × 400 m 1978.
  - Marina Wilke, rameuse est-allemande puis allemande. Championne olympique en huit aux Jeux de Montréal 1976 puis aux Jeux de Moscou 1980. Championne du monde d'aviron en huit 1975 puis championne du monde d'aviron de quatre barré 1977.
- 1960 :
  - Konstantin Volkov, athlète de saut soviétique puis russe. Médaillé d'argent de la perche aux Jeux de Moscou 1980.
- 1961 :
  - Larisa Berezhnaya, athlète de saut en longueur soviétique puis ukrainienne.
- 1962 :
  - Angela Bailey, athlète de sprint canadienne. Médaillée d'argent du relais 4 × 100 m aux Jeux de Los Angeles 1984.
  - Antonello Riva, basketteur italien. Champion d'Europe de basket-ball 1983. Vainqueur des Coupe Saporta 1981, Euroligue 1982 et 1983 puis de la Coupe Korać 1993. (213 sélections en équipe d'Italie).
- 1963 :
  - Claudio Chiappucci, cycliste sur route italien. Vainqueur de Milan-San Remo 1991 et du Tour de Catalogne 1994.
- 1964 :
  - Djamolidine Abdoujaparov, cycliste sur route soviétique puis Ouzbek. Vainqueur de Gand-Wevelgem 1991.
- 1966 :
  - Éric Dubus, athlète de demi-fond français.
  - Paulo Futre, footballeur portugais. Vainqueur de la Coupe des clubs champions 1987. (41 sélections en équipe du Portugal).
- 1967 :
  - Colin Cooper, footballeur anglais. (2 sélections en équipe d'Angleterre).
- 1968 :
  - Stephan Lebeau, hockeyeur sur glace puis entraîneur canadien.
  - Éric le Chanony, bobeur français. Médaillé de bronze de bob à quatre aux Jeux de Nagano 1998. Champion du monde de bobsleigh de bob à quatre 1999.
  - Gregor Stähli, skeletoneur suisse. Médaillé de bronze aux Jeux de Salt Lake City 2002 et aux Jeux de Turin 2006. Champion du monde de skeleton 1994, 2007 et 2009.
- 1969 :
  - Butch Leitzinger, pilote de courses automobile d'endurance américain.
- 1970 :
  - Noureddine Morceli, athlète de demi-fond algérien. Champion olympique du 1 500 m aux Jeux d'Atlanta 1996. Champion du monde d'athlétisme du 1 500 m 1991, 1993 et 1995. Détenteur du Record du monde du 1 500 mètres du 6 septembre 1992 au 14 juillet 1998.
- 1973 :
  - Eric Lindros, hockeyeur sur glace canadien. Champion olympique aux Jeux de Salt Lake City 2002.
  - Nicolas Minassian, pilote de courses automobile d'endurance français.
  - Christophe Oriol, cycliste sur route français.
  - Natallia Safronnikava, athlète de sprint biélorusse.
- 1974 :
  - Robin Liddell, pilote de courses automobile britannique.
  - Alexander Zickler, footballeur allemand. Vainqueur de la Coupe UEFA 1996 puis de la Ligue des champions 2001. (12 sélections en équipe d'Allemagne).
- 1976 :
  - Francisco Elson, basketteur néerlandais.
- 1977 :
  - Mirza Džomba, handballeur croate. Champion olympique aux Jeux d'Athènes 2004. Champion du monde de handball 2003. Vainqueur de la Ligue des champions 2006. (185 sélections en équipe de Croatie).
  - Tatyana Levina, athlète de sprint russe.
  - Heykel Megannem, handballeur tunisien. Champion d'Afrique des nations de handball 2002, 2006, 2010 et 2012. (272 sélections en équipe de Tunisie).
- 1978 :
  - Robert Heffernan, athlète de marche athlétique irlandais. Champion du monde d'athlétisme du 50 km marche 2013
  - Benjamin Raich, skieur alpin autrichien. Médaillé de bronze du slalom et du combiné aux Jeux de Salt Lake City 2002 puis champion olympique du géant et du slalom aux Jeux de Turin 2006. Champion du monde de ski alpin du slalom et du combiné 2005 puis champion du monde de ski alpin de l'épreuve mixte 2007.
  - Jamaal Tinsley, basketteur américain.
  - Mariano Zabaleta, joueur de tennis argentin.
- 1979 :
  - Sébastien Bourdais, pilote de Champ Car, de F1 et d'endurance français. Vainqueur des Champ Car World Series 2004, 2005, 2006 et 2007.
  - Ivo Karlović, joueur de tennis croate. Vainqueur de la Coupe Davis 2005.
  - Primož Peterka, sauteur à ski slovène. Médaillé de bronze par équipes aux Jeux de Salt Lake City 2002.
  - Marc Salyers, basketteur américain.
  - Hélder Rodrigues, pilote de rallye-raid et d'enduro portugais.
- 1980 :
  - Foad Ajdir, joueur de foot U.S. français.
  - Sigurd Pettersen, sauteur à ski norvégien. Champion du monde de vol à ski par équipes 2004.
  - Lucian Bute, boxeur romano-canadien. Champion du monde poids super-moyens de boxe 2007 à 2012.
- 1981 :
  - Anke Kühn, hockeyeuse sur gazon allemande. Championne olympique aux Jeux d'Athènes 2004. (181 sélections en équipe d'Allemagne).
  - Nicolas Penneteau, footballeur français.
  - Florent Serra, joueur de tennis puis consultant TV français.
- 1982 :
  - Aurélien Capoue, footballeur français.
  - Alberto Losada, cycliste sur route espagnol.
  - Yelena Slesarenko, athlète de saut russe. Championne olympique du saut en hauteur aux Jeux d'Athènes 2004.
  - Anderson Varejão, basketteur brésilien. Vainqueur de l'Euroligue 2003. (34 sélections en équipe du Brésil).
- 1983 :
  - Terry Bywater, basketteur en fauteuil roulant britannique. Médaillé de bronze aux Jeux d'Athènes, aux Jeux de Pékin 2008, aux Jeux de Rio 2016 et aux Jeux de Tokyo 2020. Champion d'Europe de basket-ball en fauteuil roulant 2011, 2013, 2015 et 2019.
  - Vungakoto Lilo, joueur de rugby à XV tongien. (44 sélections en équipe des Tonga).
  - Ferran Pol, footballeur andorran. (27 sélections en équipe d'Andorre).
- 1984 :
  - Audräy Tuzolana, handballeur franco-congolais. (4 sélections avec l'équipe de France et 1 avec l'équipe de République démocratique du Congo).
- 1985 :
  - Jelena Janković, joueuse de tennis serbe.
  - Esther Lofgren, rameuse américaine. Championne olympique du huit aux Jeux de Londres 2012. Championne du monde d'aviron du huit 2010 et 2011.
  - Daniela Masseroni, gymnaste de rythmique italienne. Médaillée d'argent par équipes aux Jeux d'Athènes 2004.
  - Ali Traore, basketteur français. Médaillé d'argent au CE de basket-ball 2011. (56 sélections en équipe de France).
- 1986 :
  - Kim Martin, hockeyeuse sur glace suédoise. Médaillée de bronze aux Jeux de Salt Lake City 2002 puis médaillée d'argent aux Jeux de Turin 2006.
  - Grenddy Perozo, footballeur vénézuélien. (45 sélections en équipe du Venezuela).
- 1987 :
  - Axel Clerget, judoka français. Médaillé d'argent par équipes et de bronze des -90 kg aux Mondiaux de judo 2018. Médaillé d'argent des -90 kg aux CE de judo 2017.
  - Sebastian Dahm, hockeyeur sur glace danois.
- 1988 :
  - Jérémie Romand, hockeyeur sur glace français. (9 sélections en équipe de France).
- 1990 :
  - Naomi Broady, joueuse de tennis britannique.
- 1991 :
  - Devin Booker, basketteur américain.
  - Maxie Esho, basketteur américain.
  - Hélène Receveaux, judokate française. Médaillée de bronze des -57 kg et par équipes aux Mondiaux de judo 2017 puis médaillée d'argent par équipes mixte en 2018. Médaillée de bronze des -57 kg aux CE de judo 2017.
- 1992 :
  - Rémi Desbonnet, handballeur français. Champion d'Europe masculin de handball 2024. (36 sélections en équipe de France).
- 1993 :
  - Lindon Victor, athlète d'épreuves combinées grenadin.
- 1994 :
  - Stella Akakpo, athlète de sprint française. Médaillée d'argent du relais 4 × 100 m aux CE d'athlétisme 2014.
- 1997 :
  - Michael Storer, cycliste sur route australien.
- 1998 :
  - Barthélémy Chinenyeze, volleyeur français. Champion olympique aux Jeux de Tokyo 2020. (106 sélections en équipe de France).
  - Teun Koopmeiners, footballeur néerlandais. (20 sélections en équipe des Pays-Bas).
- 1999 :
  - Hannes Delcroix, footballeur belge. (1 sélection en équipe de Belgique).
  - Luka Dončić, basketteur slovène.
- 2000 :
  - Ruben Alte, footballeur norvégien.
  - Igor Jeličić, footballeur serbe.
  - Moise Kean, footballeur italo-ivoirien. (15 sélections avec l'équipe d'Italie).

### XXIesiècle
- 2000 :
  - Marcus Gomis, basketteur français.
- 2001 :
  - Jorge Herrando, footballeur espagnol.
- 2002 :
  - Mikkel Rakneberg, footballeur norvégien.
- 2003 :
  - Evertton Araújo, footballeur brésilien.
  - Luka Gagnidze, footballeur géorgien.
  - Cian Uijtdebroeks, cycliste sur route belge.
- 2005 :
  - Vitor Roque, footballeur brésilien. (1 sélection en équipe du Brésil).

## Décès

### XXesièclede1901à1950
- 1904 :
  - Alfred Velghe, 33 ans, pilote de courses automobile belge. (° 16 juin 1870).
- 1913 :
  - Leaf Daniell, 35 ans, escrimeur britannique. Vice-champion olympique d'épée par équipes lors des Jeux de 1908. (° 1877).
  - George Finnegan, 31 ans, boxeur américain. Champion olympique des poids mouches lors des Jeux de Saint-Louis en 1904. (° septembre 1881).
- 1931 :
  - Jetze Doorman, 49 ans, escrimeur néerlandais. Médaillé de bronze d'épée par équipes et de sabre par équipes aux Jeux olympiques de 1912, médaillé de bronze de sabre par équipes aux Jeux olympiques de 1920 et de 1924. (° 2 juillet 1881).
- 1942 :
  - Arne Mortensen, 41 ans, rameur d'aviron norvégien. Médaillé de bronze du huit lors des Jeux olympiques de 1920. (° 14 décembre 1900).
- 1944 :
  - Alfred Beamish, 64 ans, joueur de tennis britannique. Médaillé de bronze du double indoor aux Jeux de Stockholm 1912. Vainqueur de la Coupe Davis 1912. (° 6 août 1879).
- 1947 :
  - Philip Maud, 76 ans, joueur de rugby à XV anglais. (2 sélections en équipe nationale). (° 8 août 1870).
- 1950 :
  - Tommaso Costantino, 64 ans, escrimeur italien. Champion olympique d'épée par équipes et de fleuret par équipes lors des Jeux d'Anvers en 1920. (° 23 juin 1885).

### XXesièclede1951à2000
- 1951 :
  - Henry Taylor, 65 ans, nageur britannique. Champion olympique du 400 m, du 1 500 m et du relais 4 × 200 m aux Jeux de Londres 1908 puis médaillé de bronze du relais 4 × 200 m aux Jeux de Stockholm 1912 et aux Jeux d'Anvers 1920. (° 17 mars 1885).
- 1955 :
  - Josiah Ritchie, 84 ans, joueur de tennis britannique. Champion olympique du simple, médaillé d'argent du double et médaillé de bronze du simple en salle aux Jeux de Londres. (° 18 octobre 1870).
- 1956 :
  - Charles Cruchon, 72 ans, cycliste sur route français. (° 20 mai 1883).
- 1963 :
  - Eppa Rixey, 71 ans, joueur de baseball américain. (° 3 mai 1891).
- 1964 :
  - Jimmy Blair, 75 ans, footballeur écossais. (8 sélections en équipe nationale). (° 11 mai 1888).
  - Juan Campillo, 33 ans, coureur cycliste espagnol. (° 16 août 1930).
  - Gus Lesnevich, 49 ans, boxeur américain. Champion du monde des poids mi-lourds en 1941 et 1948. (° 22 février 1915).
- 1967 :
  - Péter Tóth, 84 ans, escrimeur hongrois. Champion olympique de sabre par équipes aux Jeux de Londres en 1908 et à ceux de Stockholm en 1912. (° 12 juillet 1882).
- 1969 :
  - Otto Fahr, 76 ans, nageur allemand. Médaillé d'argent du 100 mètres dos lors des Jeux olympiques de 1912. Détenteur du record du monde du 100 mètres dos entre 1912 et 1920 ainsi que du record du monde du 200 mètres dos entre 1912 et 1926. (° 19 août 1892).
  - Charles Hanrahan, joueur de rugby à XV irlandais. Vainqueur du Tournoi des Cinq Nations en 1926 et en Tournoi des Cinq Nations 1927 puis du Tournoi britannique en 1932. (20 sélections en équipe nationale). (date de naissance inconnue).
- 1970 :
  - Teofilo Spasojević, 61 ans, footballeur yougoslave. (2 sélections en équipe nationale). (° 21 janvier 1909).
- 1971 :
  - Pierino Gabetti, 66 ans, haltérophilie italien. Champion olympique des moins de 60 kg aux Jeux de Paris en 1924 et médaillé d'argent des moins de 60 kg aux Jeux olympiques de 1928. (° 22 mai 1904).
- 1972 :
  - Frederick Boylstein, 69 ans, boxeur américain. Médaillé de bronze des poids légers lors des Jeux olympiques de Paris en 1924. (° 15 mars 1902).
- 1973 :
  - Juste Brouzes, 79 ans, footballeur français. (6 sélections en équipe nationale). (° 20 janvier 1894).
- 1979 :
  - Aldo Borel, 66 ans, footballeur italien. (° 30 mai 1912).
  - Aristide Coscia, 60 ans, footballeur puis entraîneur italien. (° 15 mars 1918).
- 1981 :
  - André Devaux, 86 ans, athlète français. Médaillé de bronze du relais 4 × 400 mètres lors des Jeux olympiques de 1920. (° 4 août 1894).
- 1984 :
  - Hortensio Vidaurreta, 56 ans, coureur cycliste espagnol. (° 11 janvier 1928).
- 1986 :
  - Michel Brusseaux, 72 ans, footballeur puis entraîneur français. (1 sélection en équipe nationale). (° 10 mars 1913).
- 1989 :
  - Josef Epp, 68 ans, footballeur puis entraîneur autrichien. (8 sélections en équipe nationale). (° 1er mars 1920).
- 1991 :
  - Berger Torrissen, 89 ans, coureur de combiné nordique américain. (° 16 septembre 1901).
- 1993 :
  - Benoît Carrara, 66 ans, fondeur français. (° 7 mai 1926).
  - Ilkka Koski, 64 ans, boxeur finlandais. Médaillé de bronze des poids lourds lors des Jeux olympiques de 1952. (° 10 juin 1928).
- 1997 :
  - Osvaldo Bailo, 84 ans, coureur cycliste italien. (° 12 septembre 1912).
- 1999 :
  - Bill Talbert, 80 ans, joueur de tennis américain. Vainqueur de l'US Open en double messieurs en 1942, 1945, 1946 et 1948 ainsi qu'en double mixte en 1943, 1944, 1945 et 1946. Vainqueur des internationaux de France en double messieurs en 1950. (° 4 septembre 1918).

### XXIesiècle
- 2001 :
  - Mario Bergara, 63 ans, footballeur uruguayen. Vainqueur de la Copa América en 1959. (15 sélections en équipe nationale). (° 1er décembre 1937).
  - Stan Cullis, 84 ans, footballeur puis entraîneur anglais. (12 sélections en équipe nationale). (° 25 octobre 1916).
  - Charles Pozzi, 91 ans, pilote de F1 et de courses automobile d'endurance puis homme d'affaires français. (° 27 août 1909).
- 2003 :
  - Albert Batteux, 83 ans, footballeur puis entraîneur français. (8 sélections en équipe de France). Sélectionneur de l'équipe de France de 1955 à 1962. (° 2 juillet 1919).
  - Chris Brasher, 74 ans, athlète de steeple britannique. Champion olympique du 3 000 m steeple aux Jeux de Melbourne 1956. (° 21 août 1928).
- 2005 :
  - Evgeni Alexeïev, 85 ans, basketteur soviétique. Champion d'Europe en 1947. (° 22 mars 1919).
  - Giovanni Invernizzi, 73 ans, footballeur puis entraîneur italien. (1 sélection en équipe nationale). (° 26 août 1931).
  - Gérard Papin, 57 ans, footballeur français. (° 5 mai 1947).
- 2008 :
  - Alain Gottvallès, 65 ans, nageur français. Champion d'Europe du 100 mètres nage libre et du relais 4 × 100 mètres nage libre lors des Championnats d'Europe de 1962. (° 22 mars 1942).
- 2012 :
  - Jaime Graça, 70 ans, footballeur portugais. (35 sélections en équipe nationale). († 10 janvier 1942).
  - Anders Kulläng, 68 ans, pilote de rallye suédois. (° 23 septembre 1943).
- 2013 :
  - Jan Van Steen, 83 ans, footballeur belge. (5 sélections en équipe nationale). (° 2 juin 1929).
  - Gerrit Vreken, 90 ans, footballeur puis entraîneur néerlandais. (° 20 janvier 1923).
- 2015 :
  - Robert Belloni, 74 ans, footballeur puis entraîneur français. (° 27 décembre 1940).
  - Alex Johnson, 72 ans, joueur de baseball américain. (° 7 décembre 1942).
  - Anthony Mason, 48 ans, basketteur américain. (° 14 décembre 1966).
- 2016 :
  - Raúl Sánchez, 82 ans, footballeur chilien. (33 sélections en équipe nationale). (° 26 octobre 1933).
- 2017 :
  - Vladimir Petrov, 69 ans, hockeyeur sur glace et dirigeant sportif soviétique puis russe. Champion olympique aux Jeux de Sapporo 1972 et aux Jeux d'Innsbruck 1976 puis médaillé d'argent aux Jeux de Lake Placid 1980. Champion du monde de hockey sur glace 1969, 1970, 1971, 1973, 1974, 1975, 1978, 1979 et 1981. Président de la FRHG de 1992 à 1994. (° 30 mai 1947).
- 2018 :
  - Ștefan Tașnadi, 64 ans, haltérophile roumain. Vice-champion olympique des moins de 110 kg lors des Jeux de Los Angeles en 1984. (° 21 mars 1953).
- 2019 :
  - Zdzisław Antczak, 71 ans, handballeur polonais. Médaillé de bronze lors des Jeux olympiques de 1976. (130 sélections en équipe nationale). (° 20 novembre 1947).
  - Michel Sénéchal, 68 ans, footballeur français. (° 15 avril 1950).
- 2020 :
  - Stig-Göran Myntti, 94 ans, footballeur finlandais. (61 sélections en équipe nationale). (° 6 août 1925).
  - Balbir Singh, 77 ans, joueur de hockey sur gazon indien. Médaillé de bronze lors des Jeux olympiques de 1968. (° 8 août 1942).
- 2021 :
  - Bernard Guyot, 75 ans, coureur cycliste français. (° 19 novembre 1945).
  - Jean Morin, 93 ans, skipper français. Médaillé de bronze aux Championnats d'Europe de 470 en 1966. (° 9 juillet 1927).
  - Glenn Roeder, 65 ans, footballeur puis entraîneur anglais. (° 13 décembre 1955).
- 2023 :
  - Just Fontaine, 89 ans, footballeur puis entraîneur franco-marocain. Sélectionneur de l'équipe de France en 1967 puis de l'équipe du Maroc de 1979 à 1981. (21 sélections en équipe nationale). (° 18 août 1933).
  - Grant Turner, 64 ans, footballeur puis entraîneur néo-zélandais. (42 sélections en équipe nationale). (° ° 7 octobre 1958).